# (20773) Aneeshvenkat
(20773) Aneeshvenkat (2000 QS208) – planetoida z pasa głównego asteroid okrążająca Słońce w ciągu 5,51 lat w średniej odległości 3,12 j.a. Odkryta 31 sierpnia 2000 roku.